# Élesdlok
Élesdlok (Luncșoara), település Romániában, a Partiumban, Bihar megyében.

## Fekvése
A Réz-hegység alatt, Élesdtől keletre, a Sebes-Körös egyik jobboldali mellékvize, a Runa-patak mellett, Körösgégény és Kisbáród közt fekvő zsáktelepülés.

## Története
Élesdlok, Lok nevét 1214-ben említette először oklevél Loc néven. 1360-ban Lwk, Look, 1366-ban Lak, 1409-ben Lok, 1435-ben p. walachalis Lwkh, 1472-ben Alsolok, Felsewlok, 1808-ban Lók ~ Loók, Louksoara, 1888-ban Lokk, 1913-ban Élesdlok néven írták.
1360-ban Lwk néven mint oláh helységet említették, amely a Thelegdy család tagjainak, Telegdi Tamás kalocsi érseknek és rokonainak faluja volt. Ugyancsak 1360-ban említették a falu Tataraspatakfő felé eső utcáját is.
A 19. század első felében a Batthyányak és Zichyek voltak a falu birtokosai, a 20. század elején pedig ifjú gróf Zichy Ödön volt a nagyobb birtokosa.
1851-ben Fényes Elek írta a településről: „Lokk, románul Lungsuora, a Rézhegy déli oldalán 2 völgy és 3 dombon, az egész határon szétszórva 1147 óhitü lakossal, kik mésszel kereskednek és fuvaroznak. Óhitü anyatemploma. Határa 5243 hold, ... Pataka 2, melly 6 malmot forgat, ezenkivül 2 nevezetes mocsára van, ... Mind kettő vastag hinárral és zsombékkal van benőve, s fenekét még póznával sem lehet elérni. A Rézhegy alatt találtatik egy gömbölyü domb, mellyen hajdanán vár volt, s a köznép e helyt ma is Csetetzan-nak nevezi. Birja gróf Batthyány Arthur”
1910-ben 1508 lakosából 45 német, 1458 román volt. Ebből 33 görögkatolikus, 1426 görögkeleti ortodox, 41 izraelita volt. A trianoni békeszerződés előtt Bihar vármegye Élesdi járásához tartozott.

## Nevezetességek
- Görög keleti temploma 1771-ben épült